# 第7次長期滞在
第7次長期滞在（だい7じちょうきたいざい、Expedition 7）は、国際宇宙ステーション（ISS）への7回目の長期滞在ミッションである。

## 乗組員
| 機長                              | フライトエンジニア1          |
| --------------------------------- | ---------------------------- |
| ユーリ・マレンチェンコ, RSA 3度目 | エドワード・ルー, NASA 3度目 |

## ミッションパラメータ
- 近点：384km
- 遠点：396km
- 軌道傾斜角：51.6°
- 軌道周期：92分
- ドッキング：2003年4月28日5時56分20秒（UTC）
- ドッキング解除：2003年10月27日22時17分9秒（UTC）
- ドッキング継続時間：182日16時間20分49秒

## ミッションの目的
乗組員はカザフスタンのバイコヌール宇宙基地から、2003年4月25日22時54分（CDT）にソユーズTMA-2で打ち上げられた。ソユーズは2003年4月28日にISSにドッキングし、乗組員はISSを引き継いだ。第7次長期滞在の乗組員は、欧州宇宙機関のペドロ・デュケとともに2003年10月27日18時17分（EST）にドッキング解除し、21時41分（EST）に地球に帰還した。
交信官のマイケル・E・フォッサムはヒューストンから、乗組員のユーリ・マレンチェンコとエドワード・ルーに対して、10月15日に中国人宇宙飛行士楊利偉を乗せた神舟5号を運ぶ長征の打上げが無事成功したことを告げた。「これは本当に興奮するようなニュースだ。今夜、有人宇宙飛行を行う世界の国が一つ加わった。中国だ」と語った。
「まず、我々はそれを祝福したい。」とルーは答えた。「宇宙に行く人々が増えると、我々全てがより幸福になる。これは偉大な成果で、長期的には全ての人にとって良いことだ。」
彼は中国語でさらに付け加えた。「宇宙へようこそ。安全な旅を。」
マレンチェンコも「これは中国の多くの人にとって偉大なことだ。彼らを祝福したい。」と述べた。
マレンチェンコとルーは以前にSTS-106のミッションでも一緒に飛行し、ともに宇宙遊泳を行った。